# Dolné Otrokovce
Dolné Otrokovce (em húngaro: Alsóatrak) é um município da Eslováquia, situado no distrito de Hlohovec, na região de Trnava. Tem 9,31 km² de área e sua população em 2018 foi estimada em 387 habitantes.

## Demografia
| Ano:        | 1994 | 2004   | 2014    | 2024   |
| ----------- | ---- | ------ | ------- | ------ |
| Broj ljudi: | 318  | 342    | 382     | 396    |
| Razlika:    |      | +7,54% | +11,69% | +3,66% |

| Ano:               | 2023 | 2024   |
| ------------------ | ---- | ------ |
| Número de pessoas: | 395  | 396    |
| Diferença:         |      | +0,25% |